# Sapporo Dome

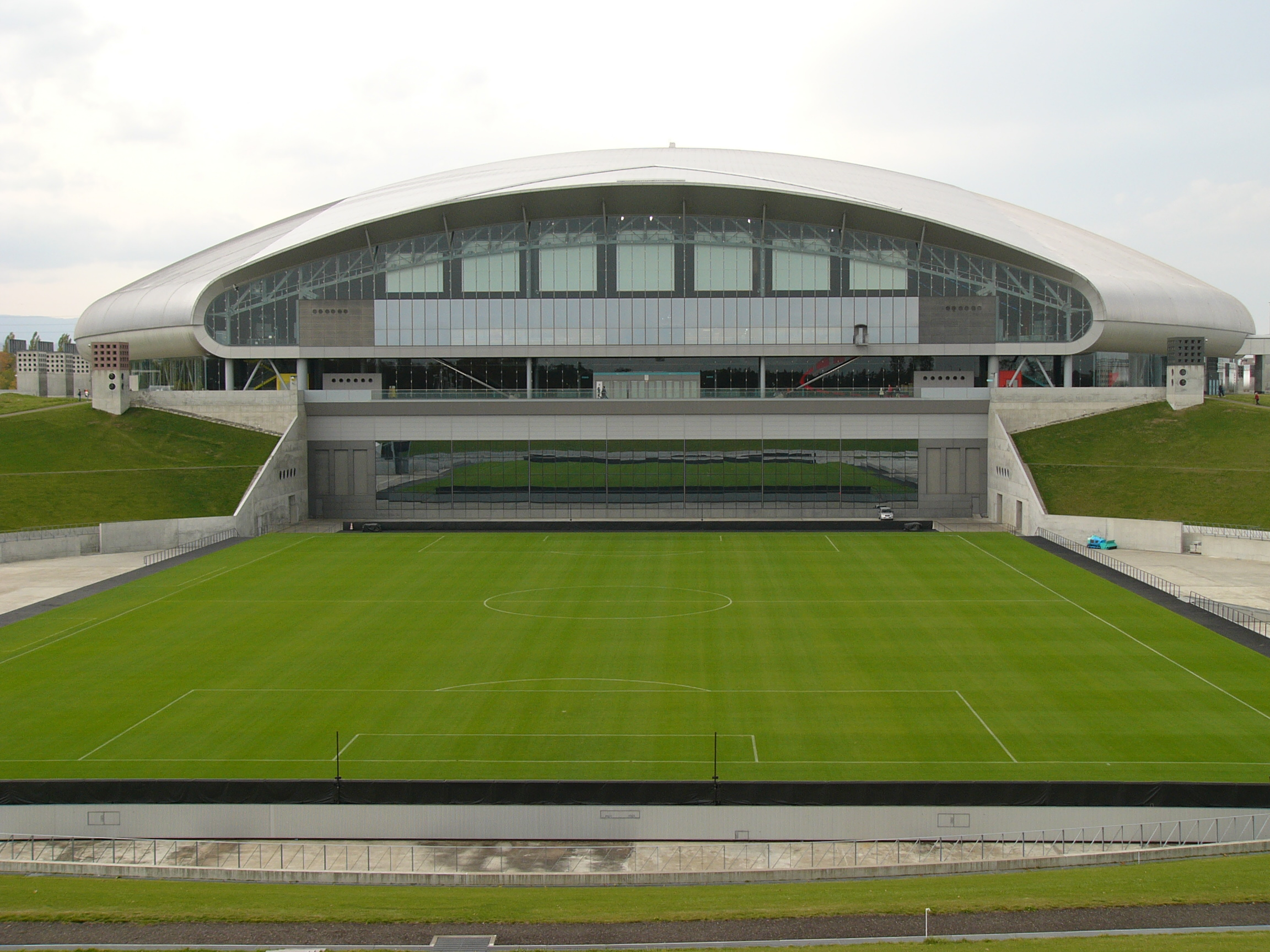
Wciągana nawierzchnia stadionu

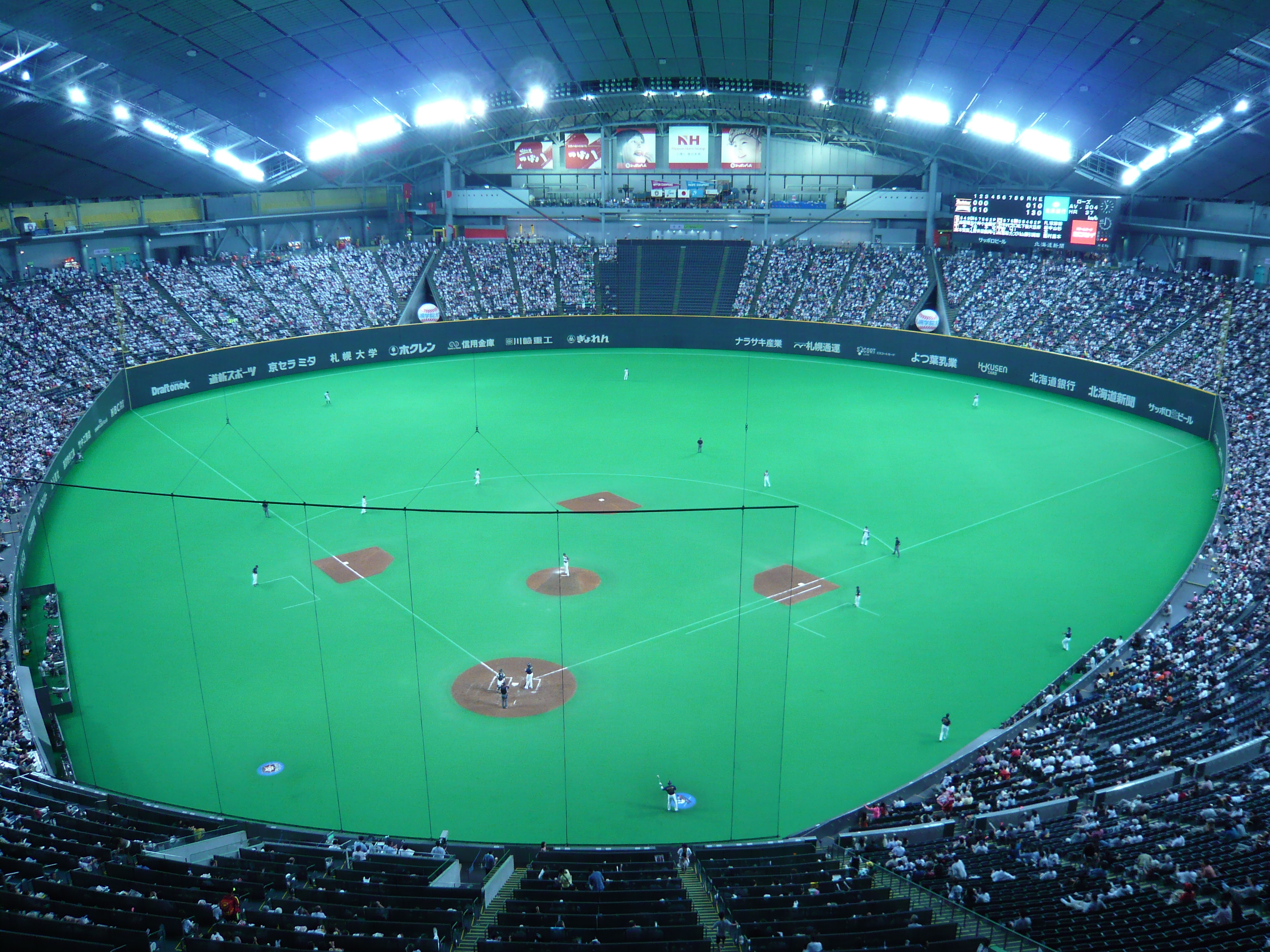
Konfiguracja dla baseballu

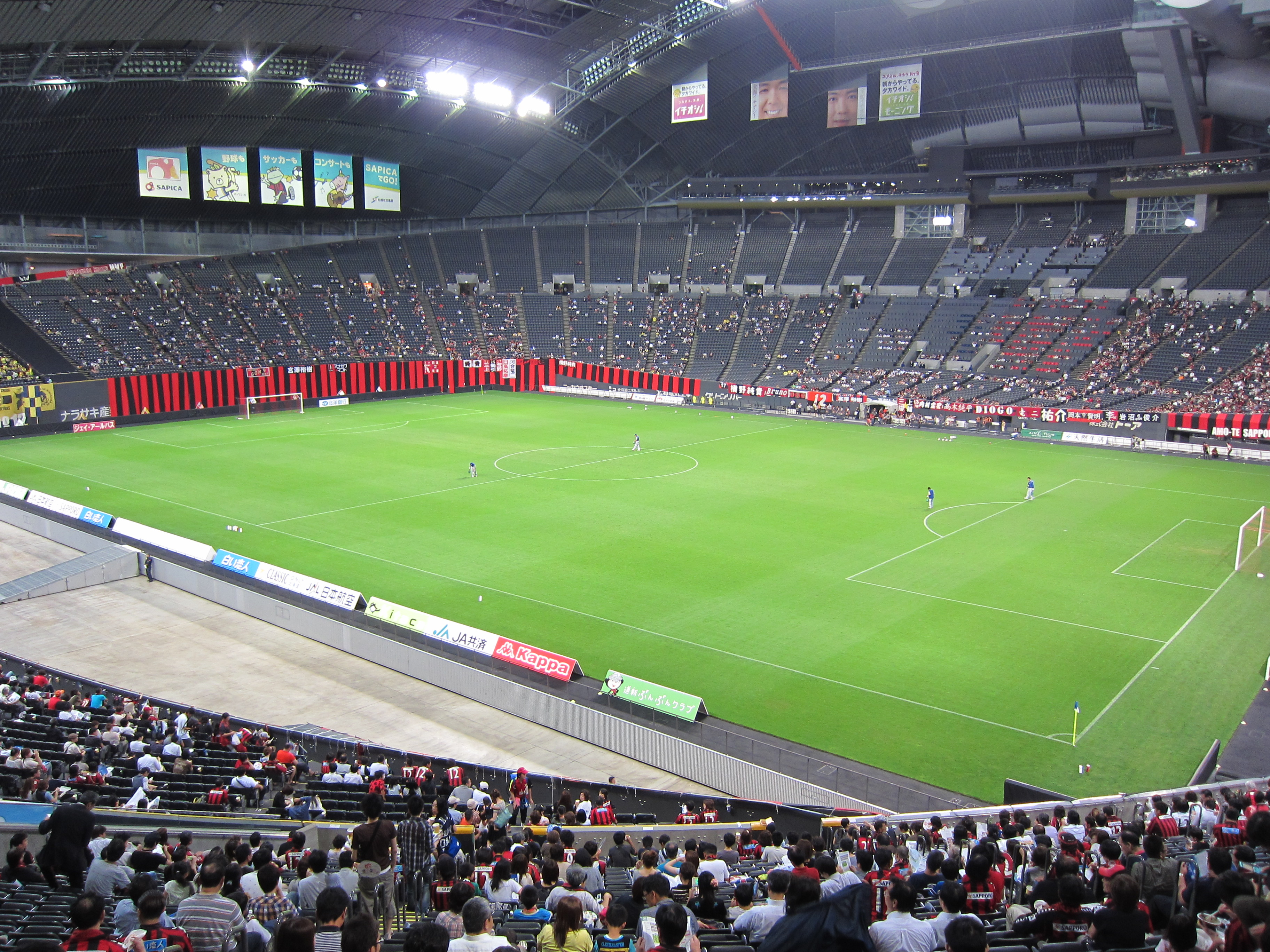
Konfiguracja dla piłki nożnej

Sapporo Dome (jap. 札幌ドーム Sapporo Dōmu) – stadion położony w dzielnicy Toyohira-ku, w Sapporo (Japonia), na którym głównie rozgrywane są mecze piłki nożnej oraz baseballu. Jest to obiekt, na którym domowe mecze rozgrywa piłkarska drużyna Hokkaido Consadole Sapporo oraz baseballiści Hokkaido Nippon-Ham Fighters.

## Historia
Sapporo Dome został otwarty w 2001 roku. Stadion posiada 41 580 miejsc siedzących.
Obiekt był gospodarzem trzech spotkań podczas Mistrzostw Świata 2002:
Mecze fazy grupowej:
- 1 czerwca:  Niemcy 8 : 0 Arabia Saudyjska
- 4 czerwca:  Włochy 2 : 0 Ekwador
- 7 czerwca:  Argentyna 0 : 1 Anglia

Na tym obiekcie 22 lutego miała miejsce ceremonia otwarcia Mistrzostw Świata w Narciarstwie Klasycznym 2007 oraz zakończenia mistrzostw, która miała miejsce 4 marca. Na stadionie położony był sztuczny śnieg. Ceremonię poprowadził Maki Ohguro, lokalny artysta z Sapporo. W czasie turnieju pojemność stadionu została zredukowana do 30 000 miejsc.
W 2008 oraz 2010 obiekt gościł jeden z odcinków specjalnych Rajdu Japonii. W 2009 przeprowadzono przebudowę po której stadion mieści 53 796 osób. Prace obejmowały zbudowanie placówek gastronomicznych, powierzchni biurowych oraz dla mediów, zamontowania dużego ekranu dla widowni oraz dwóch dodatkowych szatni dla zawodników, przystosowując obiekt dla potrzeb rozgrywek NFL World.

## Wysuwana nawierzchnia
Sapporo Dome posiada wciąganą nawierzchnię. Jest ona używana podczas meczów piłkarskich, zaś bejsboliści grają na sztucznej murawie. Inne stadiony mające wysuwaną nawierzchnię to GelreDome w Holandii, Veltins-Arena w Niemczech oraz University of Phoenix Stadium w Stanach Zjednoczonych. Japoński obiekt jako jedyny spośród tych trzech ma stałe zadaszenie.

## Szczegóły
- Nazwa: Sapporo Dome
- Pojemność: 42 831
- Gospodarze: Consadole Sapporo, Hokkaido Nippon-Ham Fighters
- Ukończenie budowy: marzec 2001
- Miejsce: Sapporo, Hokkaido, Japonia
- Powierzchnia stadionu: 53 800 m²
- Całkowity obszar:(teren otwarty) 97 503 m²
- Średnica dachu: 245 m